# Neil Flynn
Neil Richard Flynn (* 13. listopadu 1960 Chicago) je americký herec a komik. Do povědomí diváků se dostal hlavně jako postava údržbáře v Scrubs: Doktůrci a jako Mike Heck v komediálním seriálu ABC Průměrňákovi. Objevil se i v seriálech Zlatá sedmdesátá, Kriminálka Las Vegas a Smallville či v televizních filmech Vánoční příběh a Zprávař: Příběh Rona Burgundyho.